# Alessandra Merlin
Alessandra Merlin, née le 22 septembre 1975  à Turin, est une skieuse alpine italienne.

## Biographie
En décembre 1999, Alessandra Merlin termine deuxième du super G de Coupe du monde disputé à Saint-Moritz.

## Palmarès

### Jeux olympiques
| Épreuve / Édition | Nagano 1998 |
| Descente          | 21e         |

### Championnats du monde
| Épreuve / Édition | Sestrières 1997 | St. Anton 2001 |
| Descente          | 22e             |                |
| Super G           | 22e             | 26e            |

### Coupe du monde
- Meilleur classement général : 42e en 2000.
- 1 podium.

### Championnats du monde junior
- Médaille de bronze du super G en 1993.